# Botswana na Letních olympijských hrách 2012
Botswana se účastnila Letní olympiády 2012 v 2 sportech. Zastupovali ji 4 sportovci.

## Medailisté
| Medaile | Jméno      | Sport    | Disciplína        |
| ------- | ---------- | -------- | ----------------- |
| Stříbro | Nijel Amos | Atletika | Muži běh na 800 m |